# Foidiet
Foidiet is een uitvloeiingsgesteente dat veel alkali's bevat, voornamelijk in veldspaatvervangers (meer dan 60%).

## Eigenschappen
Het zeldzame foidiet bevat naast veldspaatvervanger ook pyroxenen, amfibolen, olivijn, biotiet en kaliveldspaat. Het stollingsgesteente bevat geen kwarts.
Fiodiet is volgens het QAPF-diagram het uiterste veldspaatvervanger-rijke gesteente grenzend aan fonoliet en tefriet. De dieptegesteente-variant van foidiet is foidoliet.

## Naam
De naam van het gesteente foidiet is afgeleid van de afkorting van het Engelse feldspathoid, dat "veldspaatvervanger" betekent.